# Río Gallegos
Río Gallegos è la capitale della provincia argentina di Santa Cruz, nella Patagonia meridionale. Conta una popolazione di 95 796 abitanti.

## Geografia
La città sorge sull'estuario del fiume Gallegos nell'Oceano Atlantico, 2 513 km a sud di Buenos Aires. Río Gallegos è la città più meridionale dell'Argentina continentale.

## Storia
Il fiume Gallegos fu avvistato per la prima volta da un europeo nel 1525, l'esploratore Jofré De Loaiza, e fu chiamato San Idelfonso. La spedizione di Simón de Alcazaba, nel 1535, fu la prima a denominare il fiume Río Gallegos. L'area sarà colonizzata dagli europei solo tre secoli dopo. Una delle prime testimonianze indicanti l'area come abitata risale al 1885, in un periodo in cui il governo argentino intendeva consolidare la propria sovranità sulla Patagonia meridionale. Fu creata una base navale che accrebbe lo sviluppo della città.
Nel 1888, l'allora governatore Ramón Lista decise di trasferire la capitale territoriale da Puerto Santa Cruz a Río Gallegos. La ratifica ufficiale del provvedimento avvenne il 19 maggio 1904. Fra il 1912 ed il 1920 il governo nazionale incoraggiò la venuta di coloni dalle isole Falkland e dal Cile meridionale, offrendo condizioni vantaggiose per l'agricoltura e l'allevamento. Arrivarono circa 3 000 nuovi abitanti. Con lo sviluppo dell'allevamento di pecore, Río Gallegos divenne il porto principale per l'esportazione delle pecore e dei prodotti ovini.
Nel 1957, il territorio di Santa Cruz fu dichiarato provincia, e Mario Cástulo Paradelo ne fu il primo Governatore. Tra il 1987 ed il 1991 fu sindaco della città il futuro presidente argentino Néstor Kirchner.

## Società

### Religione
La città è sede della diocesi di Río Gallegos, istituita il 10 aprile 1961 e suffraganea dell'arcidiocesi di Bahía Blanca.

## Cultura

### Istruzione

#### Musei
- Museo dei Pionieri
- Museo Ferroviario “Roberto Galian”
- Casa Storica del Governatore Juan Manuel Gregores
- Museo Marittimo e Navale della Patagonia Australe
- Museo della Prefectura Naval Argentina
- Museo Malvinas Argentina

## Infrastrutture e trasporti

### Strade
Río Gallegos sorge all'intersezione tra le due più importanti arterie stradali della Patagonia argentina, la strada nazionale 3 e la strada nazionale 40.

### Aeroporti
L'aeroporto internazionale Piloto Civil Norberto Fernández è situato a 8 km a nord-est della città ed è servito da voli interni ed internazionali.